# Ideler (Mondkrater)
Ideler ist ein Einschlagkrater auf der südlichen Hemisphäre des Mondes, der zwar von der Erde aus sichtbar ist, auf Grund seiner Lage aber verzerrt wirkt. Er liegt genau nordöstlich des Kraters Baco. Weitere erwähnenswerte Krater in der Umgebung sind der in westnordwestlicher Richtung gelegene Krater Breislak und der auffällige Krater Pitiscus im Ost-Südosten.
Ideler bildet zusammen mit dem Satellitenkrater 'Ideler L' ein zusammenpassendes Paar, wobei Ideler mit seinem östlichen Rand den Partner überdeckt. Am gegenüberliegenden Westrand fügt sich der kleinere Satellitenkrater 'Baco R' an. Der verbleibende Kraterrand ist abgetragen und auf der Nordseite am Rand und an der Innenwand von einem Paar kleinerer Krater gezeichnet. Der Kraterboden weist keine bemerkenswerten Kennzeichen auf.
| Buchstabe | Position           | Durchmesser | Link |
| --------- | ------------------ | ----------- | ---- |
| A         | 50,2° S, 21,9° O   | 11 km       |      |
| B         | 50,78° S, 22,3° O  | 10 km       |      |
| C         | 51,36° S, 23,2° O  | 7 km        |      |
| L         | 49,35° S, 23,63° O | 37 km       |      |
| M         | 49,02° S, 25,57° O | 18 km       |      |

Der Krater wurde 1935 von der IAU offiziell nach dem deutschen Astronomen Christian Ludwig Ideler benannt.